# Foktő
Foktő je obec v Maďarsku v župě Bács-Kiskun v okrese Kalocsa.

## Poloha
Foktő leží na jihu Maďarska. Kalocsa - 3 km, Solt - 34 km.